# Château de la Cour (Grazay)
Pour les articles homonymes, voir Château de la Cour.
Le château de la Cour est situé sur la commune de Grazay, située dans le département de la Mayenne, en région Pays de la Loire. Il se situe à 800 mètres au Nord du bourg. 

## Désignation
- Château et chapelle, sur le ruisseau de Couillot, affluent de l'Aron (Hubert Jaillot).
- La Cour de Grazay, château, village et moulin sur l'Aron (Carte de Cassini).

## Description
Le château de la Cour est une demeure d'agrément composé d'une tour hexagonale en façade, une galerie couverte en bois entre la tour et le pavillon et au nord une chapelle coiffée d'un toit en forme de coupole,.

## Histoire
Au XIIe siècle, la seigneurie de Grazay était un fief vassal de la baronnie de Mayenne par le fief du PontBellanger et appartenait aux Courceriers. Les seigneurs furent longtemps en procès avec les Bouillé, seigneurs du Bourgneuf, au sujet des droits honorifiques de fondateurs dans l'église. Jean de Bazogers se contenta en 1519 d'obtenir droit de sépulture dans le chœur ; mais ses fils soutinrent que ce vieillard presque octogénaire avait été intimidé. Ils obtinrent des lettres royaux du 12 septembre 1526 qui leur étaient favorables et le droit de banc seigneurial fut reconnu à leurs descendants par sentence de 1606.
Le château, dit vers 1520 « la maison de nouvel édifiée »,  restauré à la fin du XIXe siècle et augmenté d'un nouveau corps de logis a en façade une tourelle hexagone datée de 1577 ( ?) et au Nord une chapelle avec toit en coupole. Au château restauré, il y a une galerie couverte dans l'angle des deux corps de logis et sur la façade nord entre la tour et le pavillon ; tour encorbellées, lucarnes armoriées. 
On découvrit vers 1777 sur la terre de la Cour des pierres de moulage, « qui ressemblent à celles de Chatellerault, et qui donnent de belles espérances », dit André René Le Paige. C'est près de là aussi qu'on a exploité, vers 1860, un gisement de manganèse.